# Григорівка (Білоцерківський район)
Григорі́вка — село в Україні, у Тетіївській міській громаді Білоцерківського району Київської області. Розташоване за 12 км на північний схід від міста Тетіїв. Населення становить 94 особи (станом на 1 липня 2021 р.).

## Історія
Створення села, за розповідями його жителів, розпочалось у 1924 році, коли молодим сім'ям, вихідцям із с. Черепин, почали на полі надавати земельні ділянки для будівництва (так звані садиби, через те поселення десятки років мало назву Садиба). Садиба мала свій відділок колгоспу, що мав назву ім. 8 Березня, біля ставка, що має назву Гусарчик, був розташований великий колгоспний курятник, у селі було 107 дворів, свій магазин. Село має прямокутну форму, широкі вулиці, багато садів. Мальовничу панораму села доповнюють навколишні ліси, яри та обсаджена пірамідальними тополями дорога до сусіднього села Скибинці.

## Галерея

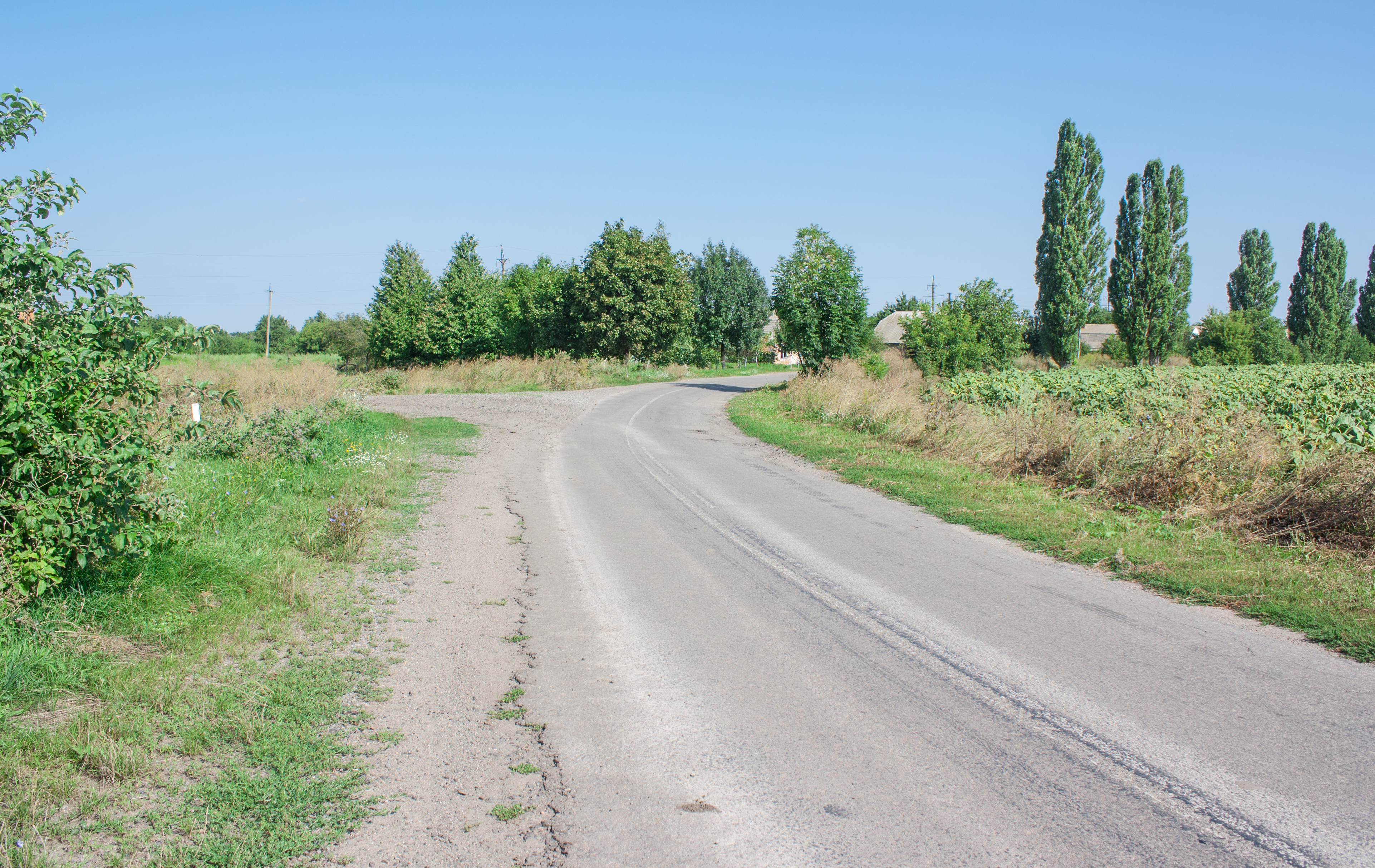
В'їзд у село
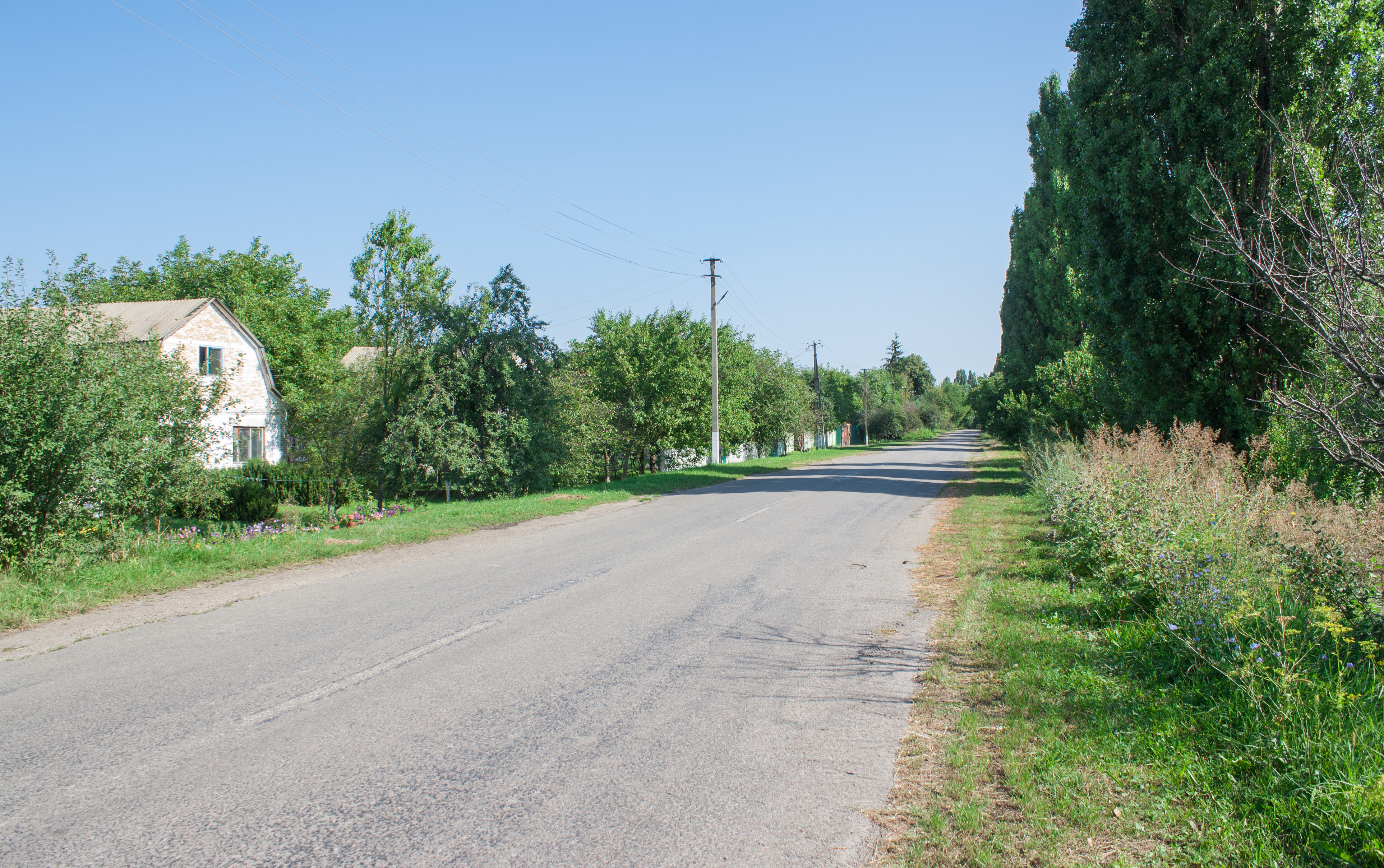
Вулиця Київська